# 미엥지모제

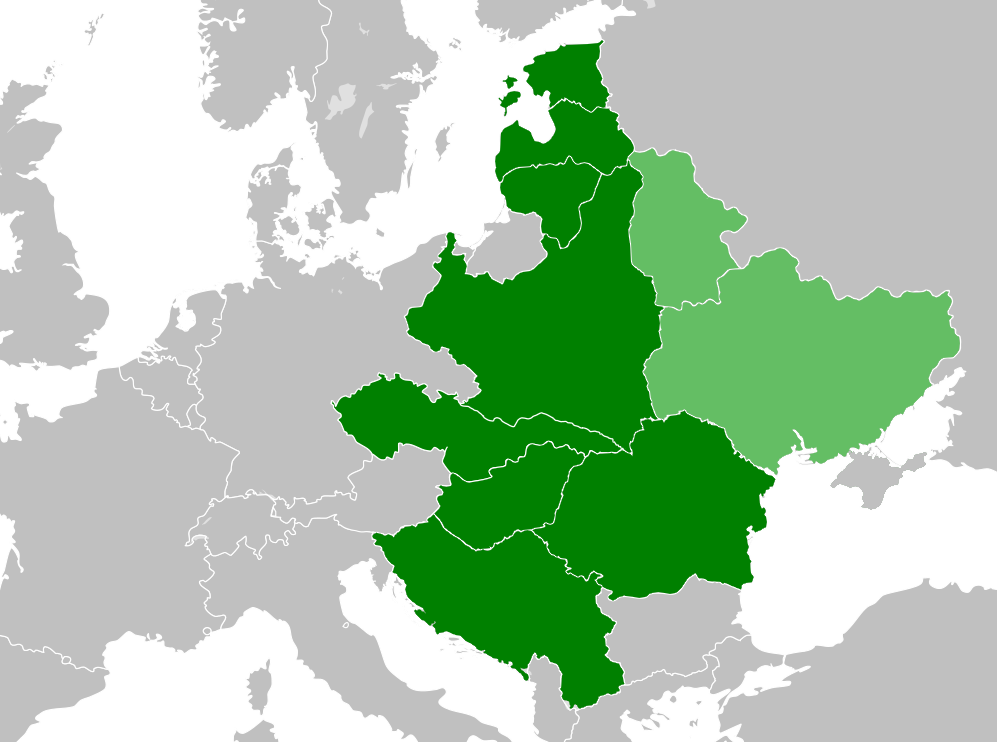

미엥지모제(폴란드어: Międzymorze [mʲɛnd͡zɨˈmɔʐɛ][*]) 또는 인테르마리움(라틴어: intermarium)은 폴란드-리투아니아 연방이 몰락한 뒤 폴란드에서 여러 차례 제안되었던 지정학적 기획이다. 폴란드 제2공화국의 독재자 유제프 피우수트스키의 것이 가장 유명하다. "미엥지모제"란 바다와 바다 사이라는 뜻으로, 여기서 바다란 각각 발트해와 흑해를 뜻한다. 두 바다 사이의 여러 약소민족들이 하나의 연방국가로 대동단결하여 서쪽의 독일과 동쪽의 러시아라는 패권국가의 약탈적 팽창으로부터 스스로를 방어하자는 주장으로, 여기서 포섭 대상으로는 폴란드, 리투아니아, 라트비아, 에스토니아, 핀란드, 벨라루스, 우크라이나, 헝가리, 루마니아, 유고슬라비아, 체코슬로바키아 등이 거론되었다.

## 같이 보기
- 발칸 협약 (1953년)
- 크레시
- 프로메테우스주의
- 비셰그라드 그룹